# Əfqan Bayramov
Əfqan Bayramov (ur. 14 października 1983 w Suraxanı) – azerski sztangista, mistrz Europy, dwukrotny olimpijczyk (Pekin, Londyn).

## Przebieg kariery
W latach 1998–1999 dwukrotnie otrzymał srebrny medal mistrzostw Europy do lat 16. W latach 2001–2002 startował w zawodach rangi mistrzowskiej juniorów, nie udało mu się z tych imprez przywieźć żadnego medalu, najlepszy rezultat bowiem zanotował w szwedzkim Kalmar, gdy na rozgrywanych tu mistrzostwach Europy juniorów zajął 5. pozycję.
W 2007 zajął 4. pozycję, natomiast w 2008 zajął 5. pozycję na mistrzostwach Europy, były to jego najlepsze występy na zmaganiach mistrzowskich rangi seniorów do czasu letnich igrzysk olimpijskich w Pekinie. Podczas samych igrzysk zajął 6. pozycję, uzyskując wynik 320 kg w dwuboju.
W 2012 otrzymał złoty medal mistrzostw Europy, podczas tych zmagań rozgrywanych w Antalyi zawodnik uzyskał w dwuboju wynik 321 kg. Brał udział także w letnich igrzyskach olimpijskich w Londynie, ale nie zaliczył podczas nich żadnej próby rwania, w związku z czym nie został klasyfikowany.

## Osiągnięcia
| Rok  | Zawody                      | Miasto        | Miejsce | Kategoria | Wynik    |
| ---- | --------------------------- | ------------- | ------- | --------- | -------- |
| 2001 | Mistrzostwa świata juniorów | Saloniki      | 8.      | 62 kg     | 270 kg   |
| 2001 | Mistrzostwa Europy juniorów | Kalmar        | 5.      | 62 kg     | 267,5 kg |
| 2002 | Mistrzostwa Europy juniorów | Nuoro         | 7.      | 69 kg     | 297,5 kg |
| 2002 | Mistrzostwa świata          | Warszawa      | 15.     | 69 kg     | 300 kg   |
| 2003 | Mistrzostwa Europy          | Lutraki       | 8.      | 69 kg     | 315 kg   |
| 2003 | Mistrzostwa świata          | Vancouver     | 12.     | 69 kg     | 315 kg   |
| 2004 | Mistrzostwa Europy          | Kijów         | 9.      | 69 kg     | 307,5 kg |
| 2006 | Mistrzostwa Europy          | Władysławowo  | DNF     | 69 kg     | N/A      |
| 2006 | Mistrzostwa świata          | Santo Domingo | 8.      | 69 kg     | 301 kg   |
| 2007 | Mistrzostwa Europy          | Strasburg     | 4.      | 69 kg     | 317 kg   |
| 2007 | Mistrzostwa świata          | Chiang Mai    | 11.     | 69 kg     | 309 kg   |
| 2008 | Mistrzostwa Europy          | Lignano       | 5.      | 69 kg     | 309 kg   |
| 2008 | Letnie igrzyska olimpijskie | Pekin         | 6.      | 69 kg     | 320 kg   |
| 2009 | Mistrzostwa Europy          | Bukareszt     | 4.      | 69 kg     | 329 kg   |
| 2009 | Mistrzostwa świata          | Goyang        | 10.     | 69 kg     | 305 kg   |
| 2010 | Mistrzostwa świata          | Antalya       | 13.     | 69 kg     | 306 kg   |
| 2011 | Mistrzostwa świata          | Paryż         | 10.     | 69 kg     | 316 kg   |
| 2012 | Mistrzostwa Europy          | Antalya       | 1.      | 69 kg     | 321 kg   |
| 2012 | Letnie igrzyska olimpijskie | Londyn        | DNF     | 69 kg     | N/A      |
| 2015 | Mistrzostwa Europy          | Tbilisi       | 7.      | 77 kg     | 333 kg   |
| 2015 | Mistrzostwa świata          | Houston       | 25.     | 77 kg     | 324 kg   |

Źródło: .